# Rezerwat przyrody Łęg Korea
Rezerwat przyrody „Łęg Korea” – rezerwat leśny położony na terenie dwóch gmin i powiatów: w gminie Ścinawa – powiat lubiński i w gminie Prochowice – powiat legnicki.
Obszar chroniony utworzony został w 2001 r. w celu zachowania ze względów przyrodniczych, naukowych, dydaktycznych i krajobrazowych lasów łęgowych z bogatą ornitofauną. Rezerwat położony jest w granicach dwóch obszarów Natura 2000: ostoi ptasiej i ostoi siedliskowej noszącej tę samą nazwę – „Łęgi Odrzańskie”. W odległości około 1,2 km na południowy wschód, po przeciwnej stronie Odry, położony jest rezerwat przyrody „Odrzysko”.
Rezerwat obejmuje 79,29 ha nadrzecznych lasów i mokradeł, zlokalizowanych na zachodnim brzegu Odry, tuż poniżej ujścia Kaczawy. Teren jest trudno dostępny, a jego granice wyznaczają cieki: Odra, Kaczawa i jej odnoga – Kanał Kaczawy (Bobrek) oraz starorzecze. Drzewostan rezerwatu tworzy zajmujący tu największą powierzchnię łęg jesionowo-wiązowy, któremu w mniej wilgotnych miejscach towarzyszy grąd środkowoeuropejski. Na mniejszych powierzchniach występują łęgi wierzbowo-topolowe, a na terenach niezalesionych starorzecza i łąki zalewowe. Bezodpływowe zagłębienia terenu zajmują tu w niektórych miejscach olsy porzeczkowe, rzadkie zbiorowisko roślinne, niepodlegające jednak ochronie jako siedlisko przyrodnicze.
Flora rezerwatu obejmuje cztery gatunki chronione: kosaćca syberyjskiego, śnieżyczkę przebiśnieg, kruszczyka szerokolistnego i gnieźnika leśnego. Występują tu też inne rzadkie w regionie, choć nie chronione taksony roślin: osoka aloesowa i wilczomlecz błotny.
Stan rozpoznania fauny rezerwatu dotyczy przede wszystkim ptaków. W ostatnim dziesięcioleciu XX w. stwierdzono tu 68 gatunków lęgowych, w tym 61 taksonów związanych z lasami łęgowymi. Zgrupowanie ptaków lęgowych osiąga w tutejszych łęgach niezwykle duże zagęszczenie wynoszące 8,85 par/ha. Teren rezerwatu jest miejscem występowania, choć nie zawsze corocznych lęgów, ptaków rzadkich w skali regionu i kraju. Są to m.in.: bocian czarny, bielik, kania ruda, kania czarna, trzmielojad, nurogęś, żuraw, turkawka, zimorodek, dzięcioł czarny, dzięcioł zielonosiwy, dzięcioł średni i muchołówka białoszyja.
Teriofauna rezerwatu obejmuje m.in. bobra oraz rzadkie nietoperze, zarówno typowe dla naturalnych lasów (mopek, nocek duży i nocek Bechsteina), jak i związane ściśle z wodami powierzchniowymi (nocek łydkowłosy).
W graniczących z rezerwatem ciekach i starorzeczach występują chronione gatunki ryb: różanka, piskorz i koza.
Rezerwat leży na gruntach Skarbu Państwa w zarządzie Nadleśnictwa Legnica. Nadzór sprawuje Regionalny Konserwator Przyrody we Wrocławiu. Rezerwat nie posiada planu ochrony, obowiązują za to zadania ochronne, na mocy których obszar rezerwatu objęty jest ochroną czynną.
Przez teren rezerwatu nie przebiegają szlaki turystyczne, a część z występujących tu gatunków ptaków lęgowych objętych jest ochroną strefową, co wyklucza udostępnienie terenu do zwiedzania.